# هاري أكيرمان
هاري أكيرمان (بالإنجليزية: Harry Ackerman)‏ هو منتج تلفزيوني أمريكي، ولد في 17 نوفمبر 1912 في ألباني في الولايات المتحدة، وتوفي في 3 فبراير 1991 في بربانك في الولايات المتحدة.

## وصلات خارجية
- هاري أكيرمان على موقع IMDb (الإنجليزية)
- هاري أكيرمان على موقع قاعدة بيانات الفيلم (الإنجليزية)